# Haliotis rubra
Haliotis rubra (em inglês ruber abalone, brownlip abalone ou blacklip abalone) é uma espécie de molusco gastrópode marinho pertencente à família Haliotidae. Foi classificada por Leach, com o nome de Haliotis ruber, em 1814. É nativa do sudeste do oceano Índico, em águas rasas do sul da Austrália e na Tasmânia.

## Descrição da concha
Haliotis rubra apresenta concha oval e funda, com lábio externo encurvado e com superfície com um relevo de estrias espirais bem demarcadas, atravessadas por rugosidades que lhe dão um aspecto ondulado. Chegam de 16 a 20 centímetros e são de coloração variável entre o laranja pálido ao marrom-avermelhado, em alguns indivíduos com estrias radiais de coloração creme ou esverdeada. Os furos abertos na concha, em número de 6 a 8, são circulares, pequenos e bem elevados. Região interna madreperolada, iridescente, apresentando o relevo da face externa visível e sem cicatrizes musculares.

## Subespécies
De acordo com o WoRMS, existem duas subespécies atualmente descritas:
- Haliotis rubra rubra Leach, 1814
- Haliotis rubra conicopora Péron, 1816

## Distribuição geográfica
Haliotis rubra ocorre da zona entremarés, em fendas nas rochas, em paredões e cavernas, até profundidades de 40 metros no sudeste do oceano Índico, em águas rasas do sul da Austrália, desde o norte de Nova Gales do Sul. Também ocorre na costa ao redor da Tasmânia.

## Pesca e conservação
Segundo a Abalone Industry Association of Western Australia, esta é uma das três espécies de abalones comercialmente pescadas no sudoeste da Austrália, juntamente com Haliotis roei (Roe's abalone) e Haliotis laevigata (greenlip abalone). Tanto esta espécie quanto greenlip abalone são colhidas em diferentes tamanhos ao longo da costa, mas geralmente variam de 14.5 a 15.3 centímetros, assegurando assim um grande número de indivíduos deixados para trás para a sua reprodução e pesca recreativa. Haliotis rubra é comercialmente consumida como alimento.